# Tremadog
Tremadog (anciennement Tremadoc) est un village du nord du Pays de Galles.

## Géologie
Le village a donné son nom au Trémadocien, un étage de l'Ordovicien inférieur.

Cet étage correspond presque aux séries Tremadoc (Tremadoc group), dont une première définition a été donnée par le géologue Adam Sedgwick en 1847.

## Personnalités liées à la commune
- Thomas Edward Lawrence, dit Lawrence d’Arabie (1888-1935), officier et écrivain britannique : naissance

- Barri Griffiths, (1982-), catcheur employé à la WWE de 2009 à 2014, plus connu sous le nom de Mason Ryan, ne à Tremadog.